# Hymn to Her
«Hymn to Her» — це пісня рок-гурту, The Pretenders, випущена з студійного альбому, Get Close, була випущена в 1986, році. В UK Singles Chart, пісня досягнула, 8-го, місця. Пісня присвячена вчительці, середніх класів, Мег Кін, яка навчала Кріссі Хайнд.